# Jerzy Szmajdzinski
Jerzy Andrzej Szmajdzinski (Breslávia‎; 9 de abril de 1952 - 10 de abril de 2010) foi um político polaco.
Foi uma das vítimas do acidente do Tu-154 da Força Aérea Polonesa.
Ele também foi membro da Sejm 1991-1993, 1993-1997, 1997-2001, 2001-2005, 2005-2007 e 2007-2011.